# Olds (Iowa)
Pour les articles homonymes, voir Olds.
Olds est une ville du comté de Henry, en Iowa, aux États-Unis. Elle est incorporée le 12 décembre 1900.

## Source de la traduction
- (en) Cet article est partiellement ou en totalité issu de l’article de Wikipédia en anglais intitulé « Olds, Iowa » (voir la liste des auteurs).